# Raerder Roek (schip, 1906)
De Raerder Roek is een Fries skûtsje, gebouwd door Jan Oebeles van der Werff op de werf Buitenstvalaat in Drachten in 1905/1906 in opdracht van Berend Boom. Het werd te water gelaten op 13 maart 1906, genoemd de Zwaluw. Tussen 1906 en 1948 werd het gebruikt voor de vrachtvaart, en vanaf 1922 incidenteel voor wedstrijden. Tussen 1948 en 1965 was het in gebruik als woonschip, daarna tot 1986 voor de pleziervaart. Vanaf 1986 wordt het skûtsje gebruikt voor wedstrijden, en in 1995 omgedoopt tot Raerder Roek een verwijzing naar de thuishaven Rauwerd (Raerd).